# Palazzo Mattei di Giove

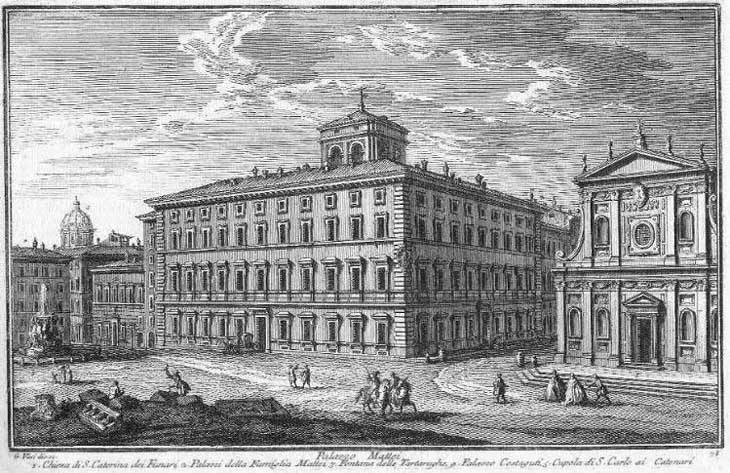
Gravura de Giuseppe Vasi (1754) mostrando o palácio em primeiro plano na Via de Funari. Ao lado, a igreja de Santa Caterina dei Funari e, entre os dois, a Via Michelangelo Caetani. Esta vista hoje é impossível, pois toda a praça em frente está tomada por edifícios.

Palazzo Mattei di Giove, conhecido também como Palazzo Antici Mattei, na esquina da Via Michelangelo Caetani (nº 32) com a Via dei Funari, no rione Sant'Angelo de Roma. É parte da chamada Isola Mattei, um quarteirão inteiro ocupado por vários palácios da família Mattei (os outros são o Palazzo di Giacomo Mattei, o Palazzo Mattei Paganica e o Palazzo Mattei-Caetani). Além disto, a família ainda era proprietária do Palazzo Mattei in Trastevere, do outro lado do Tibre, e de várias outras propriedades na Úmbria.

## História
Asdrubale Mattei, duque de Giove, na Úmbria, perto de Amelia, construiu o palácio com a ajuda financeira de seu irmão mais velho, Ciriaco Mattei, que, em 1581, havia transformado um vinhedo no monte Célio numa das mais importantes villas romanas, a Villa Celimontana. Girolamo Mattei, outro irmão, foi feito cardeal em 1586. Os Mattei redecoraram sua capela em Santa Maria in Aracoeli em 1586-1589. Em 1595, Asdrubale se casou com Costanza Gonzaga em 1595 e a construção, com base num projeto de Carlo Maderno, começou em 1598 e prosseguiu até 1618. Em 1613 foram iniciadas as obras numa ala que uniu o palácio ao de Alessandro Mattei, na Via Caetani, conhecido como Palazzo Caetani.

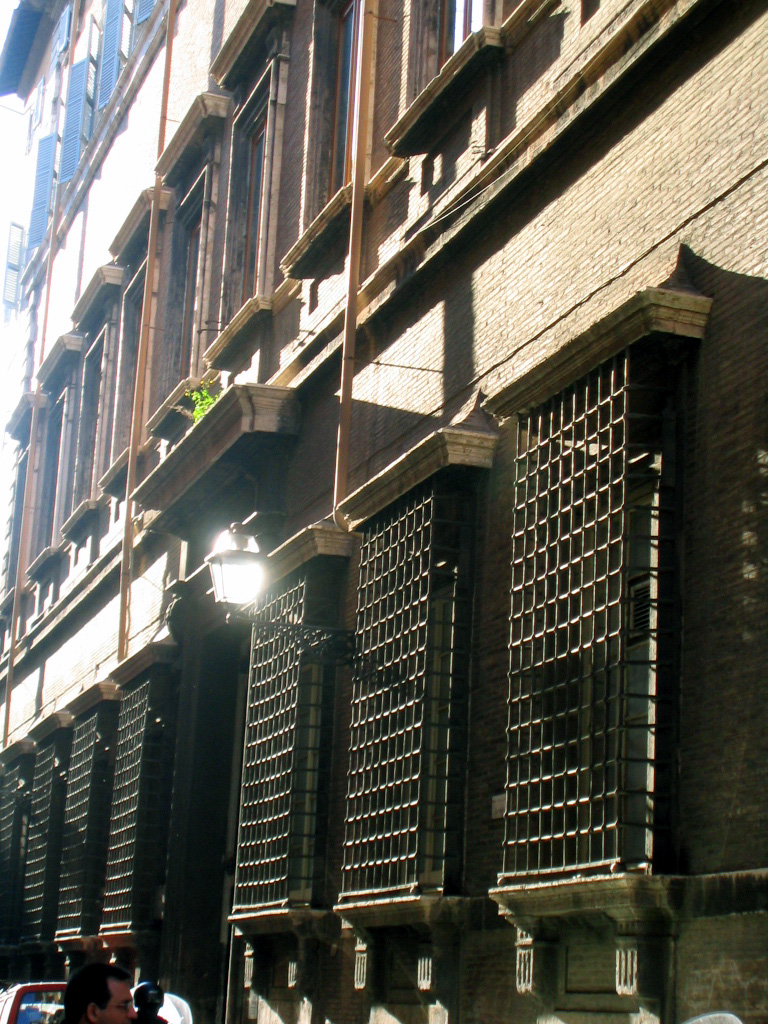
Detalhe de fachada.

Os Mattei se tornaram parentes de Fernando II de Habsburgo, imperador do Sacro Império Romano-Germânico, quando ele se casou com uma Gonzaga em 1622 e o pátio interno foi redecorado para realçar a ligação entre os antigos imperadores romanos e os imperadores germânicos modernos. Oito bustos modernos de antigos imperadores romanos foram colocados nas paredes do pátio e oito bustos de imperadores da Casa de Habsburgo na balaustrada da lógia. Oito medalhões com relevos modernos de imperadores bizantinos nas paredes do pátio estabeleceram uma ligação simbólica entre os dois grupos.

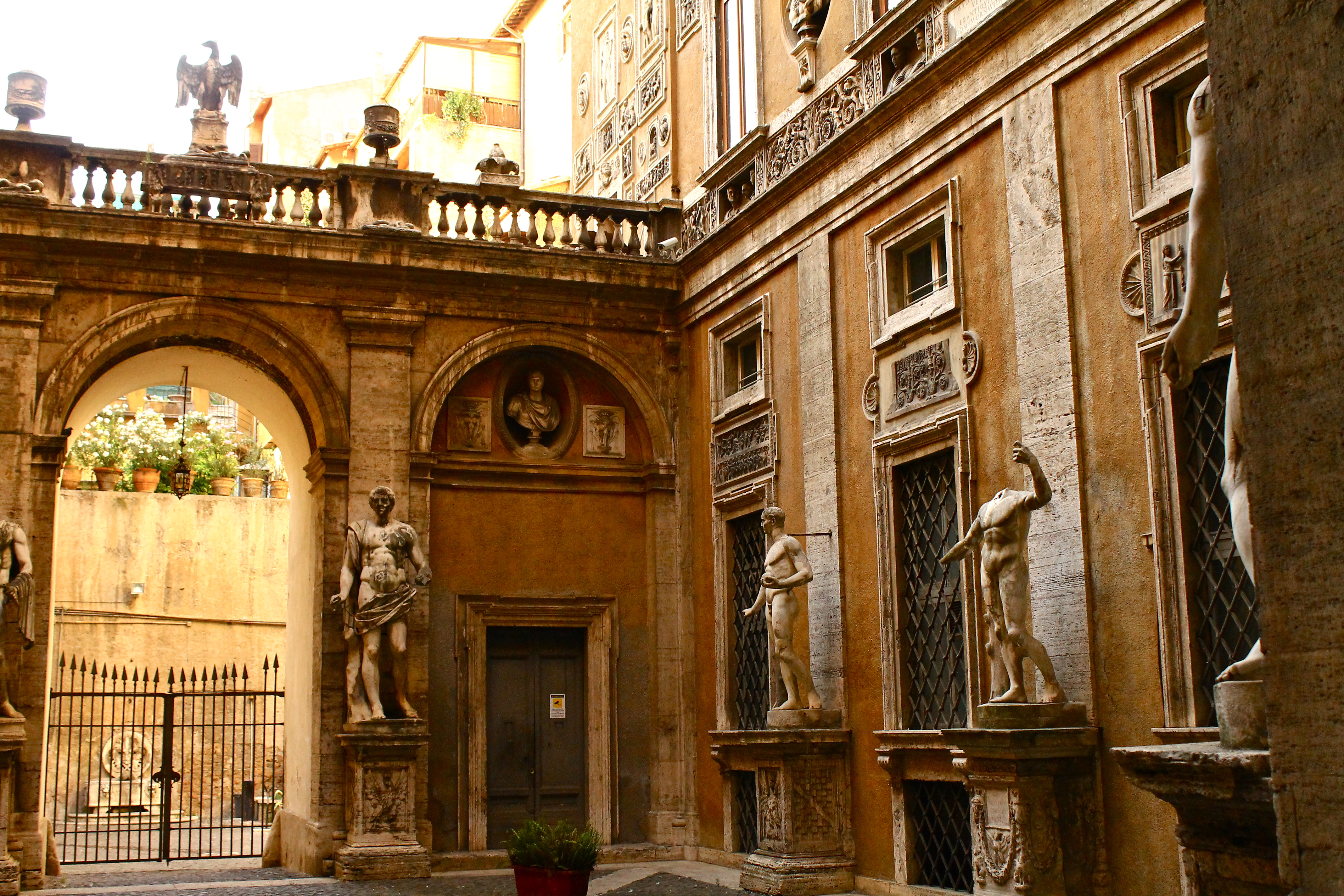
Vista do primeiro pátio.

Depois da extinção da família Mattei di Giove, ocorrida no final do século XVIII, o palácio foi herdado pelos Antici Mattei depois do casamento da última descendente, Mariana, com o marquês Carlo Teodoro Antici di Recanati, tio de Giacomo Leopardi. O ilustre poeta viveu num apartamento no terceiro piso entre novembro de 1822 e abril de 1823. Em 1938, o edifício foi adquirido pelo Reino da Itália.
O palácio abriga atualmente algumas instituições culturais, como o Istituto Centrale per Beni Sonori e Audiovisivi, antiga Discoteca di Stato, com uma rara coleção de instrumentos de som e 45 000 volumes, o Centro Studi Americani, com a melhor biblioteca da Europa sobre o tema, e o Istituto storico per l'età moderna e contemporanea, com sua Biblioteca di storia moderna e contemporanea de mais de 300 000 volumes.

## Descrição
O edifício, em tijolos e travertino, se apresenta em três pisos com dois portais de entrada. As janelas do piso térreo e do piso nobre tem arquitraves e as demais apenas cornijas. Separando os dois pisos mais altos estão duas cornijas marcapiano. No alto, um beiral decorado com elementos heráldicos dos Mattei (quadriculado) e dos Gonzaga (águia) e com um belvedere com lógia.

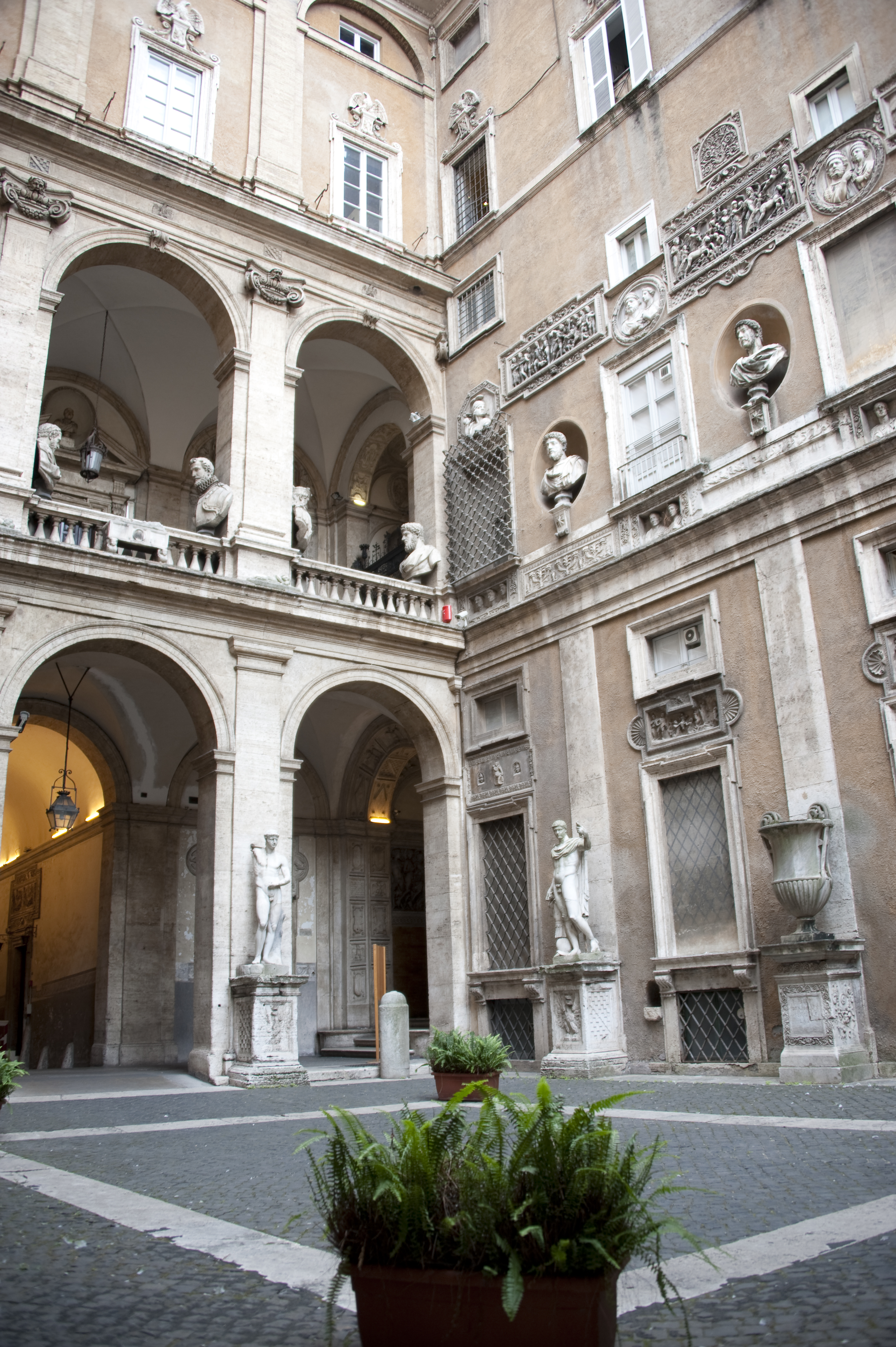
Outra vista do primeiro pátio destacando a lógia.

No primeiro pátio interno, projetado por Maderno, está uma lógia em dois andares e as paredes laterais estão recobertas por mármores antigos de várias naturezas (frentes de sarcófagos, relevos, inscrições, epigrafias) da coleção Mattei, todos inseridos em elaboradas molduras de estuque. As antiguidades ainda hoje presentes no palácio eram parte de uma das mais ricas coleções particulares de mármores antigos da cidade, que incluía ainda uma parte que ficava na Villa Celimontana, propriedade de Ciriaco Mattei, irmão de Asdrubale Mattei, e agora nos Museus Vaticanos. A coleção foi vendida e hoje está dispersa em vários museus e coleções particulares na Itália e no exterior.

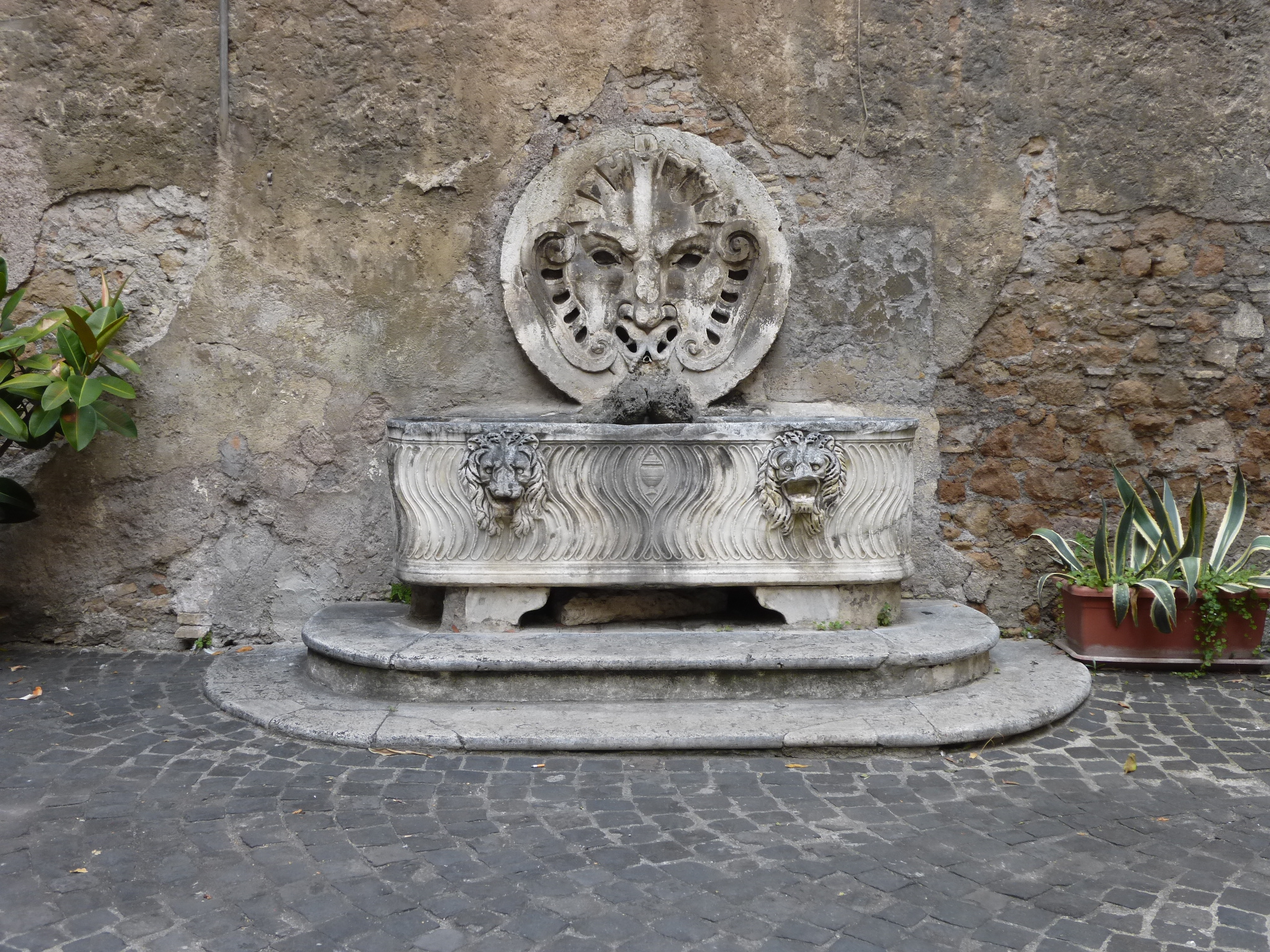
Fonte no segundo pátio.

No segundo pátio-jardim está uma fonte decorada por um mascarão grotesco que verte água num sarcófago decorado com ondulações e prótromos leoninos simétricos no alto de dois degraus e sustentado por dois apoios em travertino.
A escadaria também é decorada com esculturas antigas emolduradas em estuque. Ela tem quatro rampas e está decorada também por antiguidades em molduras de estuque de Donato Mazzi (1606-1611) e por sarcófagos romanos, entre os mais belos das coleções Mattei (em particular a frente do Sarcófago de Marte e Reia Silva e do Sarcófago Mattei I). Ela leva até a lógia do primeiro pátio, também decorada por fragmentos romanos e por uma série de bustos colossais de imperadores (também modernos) dos séculos XVI e XVII.

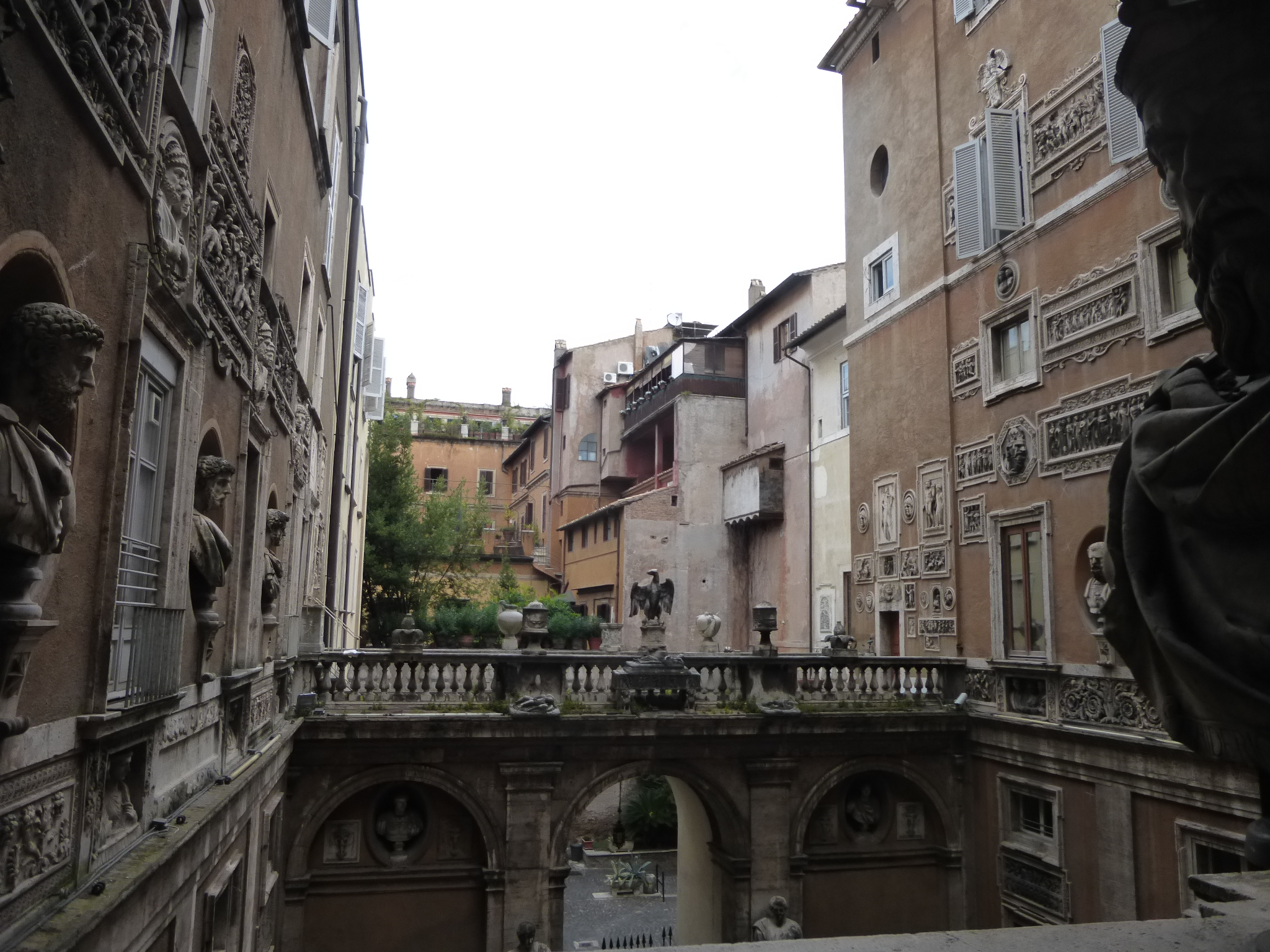
Vista a partir da lógia do primeiro pátio em direção ao segundo, mostrando todo o interior do palácio.

No piso nobre do edifício, atualmente a sede do Centro Studi Americani, estão afrescos de vários artistas: Francesco Albani ("Sonho de Jacó"), Domenichino ("Jacó e Raquel na Fonte"), Il Pomarancio ("Histórias de José"), Giovanni Lanfranco ("José e mulher de Putifarre", 1615), Pietro Paolo Bonzi, Pietro da Cortona e Paul Bril (na galeria, "Histórias de Salomão e da Rainha de Sabá"), Antonio Carracci, Gaspare Celio, Cristoforo Greppi, Francesco Nappi, Giacomo Triga, il Grappelli e outros.
A porção do palácio que fica à direita na Via Michelangelo Caetani (nº 33, 34 e 35), construída por última, apresenta três portais em arco com cartelas que dão acesso a três recessos. Em particular, na fachada do número 35, está a chamada "Madonna della Tenerezza", uma pequena Madona colocada ali por Lorenzo Mattei como sinal de agradecimento por ter escapado de uma epidemia. A pintura a óleo sobre tela em forma oval, de estilo barroco do século XVII, representa a Virgem com o Menino nos braços numa posição afetuosa. A moldura em estuque decorada com estrelas. Sobre a pintura está uma coroa de rosas da qual caem festões vegetais. O nicho é protegido por um baldaquino triangular que protege a imagem e iluminado por uma lanterna de ferro forjado. Finalmente, há uma placa afixada no local onde, em 9 de maio de 1978, foi descoberto, no interior de um automóvel, o corpo de Aldo Moro, colocada ali pela Comuna de Roma no primeiro aniversário da morte.